# يون جو
يون جو (هانغل: 윤주) هي ممثلة كورية جنوبية، ولدت في 4 ديسمبر 1989 في سول في كوريا الجنوبية.

## وصلات خارجية
- يون جو على موقع IMDb (الإنجليزية)
- يون جو على موقع قاعدة بيانات الفيلم (الإنجليزية)
- يون جو على موقع كينوبويسك (الروسية)